# Hisn
Un hisn (plural husun) és un castell andalusí, particularment en època de la dominació almohade.
Els husun tenien bàsicament la funció d'ésser els centres d'administració comunitària dels residents a poblacions assentades en un territori, de controlar per exemple una via important i, molt sovint, de fer de lloc de refugi en relació amb els poblets repartits en un espai organitzat al voltant d'una séquia, d'una via, etc. A causa d'aquestes funcions, molts d'aquests husun són formats per un recinte gran, en un extrem del qual hi podia haver una celòquia.
El hisn no es tractava tant d'un concepte territorial, ja que la terra era d'explotació col·lectiva, sinó que és un concepte comunitari, en el sentit d'una agrupació de poblacions els residents dels quals eren objecte de les decisions tributàries, administratives i polítiques del respectiu sit (qayyid) o de l'arraix (rais) que residia normalment al castell principal (amal). Tots els husun estaven vinculats a un hisn principal que, al seu torn, disposava d'un amal, és a dir, un espai polivalent agrari, militar, residencial, comercial i religiòs.
Podem esmentar els exemples del hisn de la medina Laqant, el Ulldecona, Miravet, Gebut, Torreblanca, Castelldans, Carratalà, el Castellàs de Vilella de Cinca, etc.